# Centraal Register Uitsluiting Kansspelen
Het Centraal Register Uitsluiting Kansspelen (Cruks) is een Nederlands registratiesysteem om te voorkomen dat mensen met een gokverslaving kunnen gokken. Wie in het register staat kan minstens zes niet meedoen aan veel vormen van gokken, zowel online als in speelhallen en casino's in Nederland. De speler kan zichzelf aanmelden, of gedwongen in het systeem geplaatst worden na alarm door derden. De uitsluiting geldt niet voor krasloten en de toto.
Het doel van de register is om kwetsbare spelers te beschermen en gokverslaving in een relatief vroeg stadium te voorkomen. Cruks maakt onderdeel uit van het preventiebeleid van de Nederlandse Kansspelautoriteit (Ksa).

## Geschiedenis
In Nederland werd in 2021 de Wet kansspelen op afstand (Koa) in werking gesteld, waarmee onder andere de Wet op de kansspelen gewijzigd werd. Als belangrijk onderdeel van deze wet werden online kansspelen onder voorwaarden voor het eerst toegestaan. De Ksa gaf een (beperkt) aantal licenties uit aan casino’s en gokbedrijven om online gokspellen aan te mogen bieden in Nederland. Het aantal legale kansspelaanbieders blijft stijgen door uitgifte van meer licenties door de Ksa. De legalisering heeft onder meer als oogmerk dat Nederlandse spelers een betere bescherming genieten. Als onderdeel van de Koa werd het Centraal Register Uitsluiting Kansspelen opgericht. Ook is er een Loket Kansspel als centraal punt voor gratis en anoniem advies en hulp.
Het Cruks wordt beheerd door de Kansspelautoriteit zelf. Als onderdeel van hun licentie moeten kansspelaanbieders controleren of een speler in het Cruks staat. Wie zich niet aan de regels houdt, kan zijn licentie per direct verliezen, maar tegen illegale aanbieders helpt dit niet.
Medio 2025 waren er ruim honderdduizend mensen ingeschreven.

## Registratie
Mensen die in het register staan, kunnen zich niet meer aanmelden bij een online casino of wedkantoor en kunnen niet meer spelen in een Nederlandse speelhal of casino. 
Een speler kan zichzelf vrijwillig registeren via de website van Cruks na inloggen via DigiD, of per post, met een formulier dat van de website van Cruks gedownload wordt. Men kan zelf bepalen hoelang de tijdelijke uitsluiting van het deelnemen aan gokspellen duurt. Het kan gaan om een periode van minimaal zes maanden tot maximaal 99 jaar. Een speler kan dus voor levenslange uitsluiting kiezen, maar kan zich toch na zes maanden weer uitschrijven.
Een speler kan ook gedwongen op Cruks geplaatst worden. Dat kan gebeuren wanneer een kansspelaanbieder het verzoek indient bij de Kansspelautoriteit of wanneer een bekende melding maakt. De Kansspelautoriteit doet dan onderzoek en kan de speler voor een half jaar in het Cruks plaatsen.